# 泉村 (福島県)
泉村（いずみむら）は福島県石川郡にかつて存在した村である。

## 地理
- 現在の玉川村の西部に位置する。
- 村は阿武隈川の東岸に位置する。

## 歴史

### 村域の変遷
- 1889年（明治22年）4月1日 - 町村制施行により、川辺村・蒜生村・小高村・中村・岩法寺村・竜崎村が合併し石川郡泉村が発足。
- 1955年（昭和30年）3月31日 - 須釜村と合併し玉川村が発足。同日泉村廃止。
- 1966年（昭和41年） - 旧村域の一部（竜崎の一部）が鏡石町に編入。

変遷表
| 1868年 以前 | 1868年 以前   | 明治22年 4月1日 | 昭和29年 7月15日 | 昭和41年 | 現在   |
| ----------- | ------------- | --------------- | ---------------- | -------- | ------ |
|             | 川辺村        | 泉村            | 玉川村           | 玉川村   | 玉川村 |
|             | 蒜生村        | 泉村            | 玉川村           | 玉川村   | 玉川村 |
|             | 小高村        | 泉村            | 玉川村           | 玉川村   | 玉川村 |
|             | 中村          | 泉村            | 玉川村           | 玉川村   | 玉川村 |
|             | 岩法寺村      | 泉村            | 玉川村           | 玉川村   | 玉川村 |
|             | 竜崎村        | 泉村            | 玉川村           | 玉川村   | 玉川村 |
|             | 鏡石町 に編入 | 泉村            | 玉川村           | 鏡石町   |        |

## 大字
- 川辺（かわべ）
- 蒜生（ひりゅう）
- 小高（おだか）
- 中（なか）
- 岩法寺（がんぽうじ）
- 竜崎（たつざき）

## 人口・世帯

### 人口
総数 [単位： 人]
| 1889年（明治22年） | 2,769 |
| 1920年（大正 9年） | 3,375 |
| 1935年（昭和10年） | 3,939 |
| 1947年（昭和22年） | 5,095 |

### 世帯
総数 [単位： 世帯]
| 1920年（大正 9年） | 656 |
| 1935年（昭和10年） | 669 |
| 1947年（昭和22年） | 816 |

## 交通（廃止直前）

### 鉄道
- 日本国有鉄道（ → 東日本旅客鉄道）
  - ■水郡線
    - 泉郷駅

### 道路
- 二級国道
  - 国道118号